# Daramulum
Daramulum, conosciuto anche come Baiame e Thuremlin, è secondo molte popolazioni aborigene del sud-est dell'Australia il Dio del Cielo e, secondo alcune popolazioni, figlio del Dio creatore Baiame. Egli è l'intermediario tra suo padre e l'essere umano. Daramulum ("una-gamba") è associato alla luna, ed è una delle sorgenti di potenza sovrannaturale accessibile alla medicina degli uomini. Egli è il capo totemico ancestrale della tribù Yuin. I simbolismi di Daramulum sono mostrati soltanto durante i riti di iniziazione.